# Miguel Ángel Torren
Miguel Ángel Torren est un footballeur argentin né le 12 août 1988 à Villa Constitución.